# Kamkeramiekcultuur
De kamkeramiekcultuur was een Noordoost-Europese subneolithische cultuur van jager-verzamelaars. Zij bestond van ±4.200 tot ±2.000 v.Chr.
De naam is afgeleid van de meest voorkomende vorm van decoratie op de keramiek, die eruitziet als de afdrukken van een kam.

## Verdeling
De verdeling van de vondsten omvat Finnmark (Noorwegen) in het noorden, de Kalixälven (Zweden) en de Botnische Golf (Finland) in het westen en de rivier de Wisła (Polen) in het zuiden. In het oosten reikt het kamkeramische aardewerk voorbij het Oeralgebergte in Siberië tot de Barabasteppen in de Oblast Novosibirsk, in een continuüm van soortgelijke keramische stijlen. Ze omvat onder meer de Narvacultuur in Estland en de Sperringscultuur in Finland. In het westen spreidde haar invloed zich uit tot in Zuid-Scandinavië, waar de Pitted-warecultuur (ca. 3200 v.Chr. - ca. 2300 v.Chr.) ontstond, en Oost-Engeland, waar zich de Peterboroughcultuur vormde.
De bevolking wordt verondersteld hoofdzakelijk jager-verzamelaars te zijn geweest, hoewel bijvoorbeeld de Narvacultuur in Estland enig bewijs van landbouw toont. Een deel van dit gebied viel later onder de touwbekercultuur.

## Keramiek

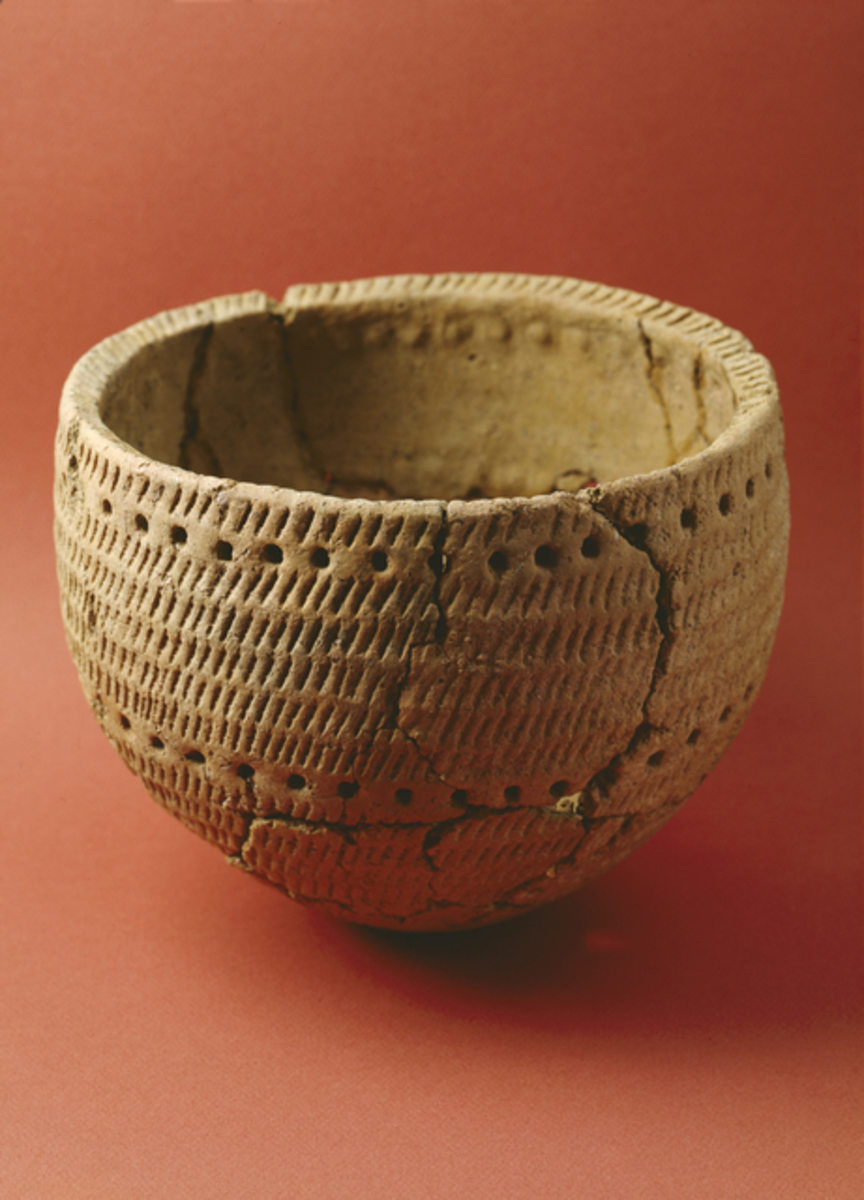
Keramiek

De kamkeramiekcultuur is een van de weinige uitzonderingen op de regel dat aardewerk en landbouw in Europa naast elkaar voorkomen. In het Nabije Oosten verscheen landbouw voor aardewerk, en toen de landbouw zich in Europa verspreidde kwam de keramiek mee. Maar in Azië, waar het oudste aardewerk is gevonden, werd aardewerk lang voor de eerste landbouw gemaakt. Het lijkt erop dat de kamkeramiekcultuur invloeden uit Siberië en het verre oosten weerspiegelt.
De keramiek bestaat uit grote potten met een ronde of puntige bodem, met een capaciteit van 40 tot 60 liter. De vormen blijven ongewijzigd maar de decoratie varieert.
Het keramiek wordt traditioneel onderverdeeld in de volgende periodes: 
- Vroeg (Ka I, ca. 4200 BC - ca. 3300 v.Chr),
- Klassiek (Ka II, ca. 3300 v.Chr - ca 2700 v. Chr )
- Laat kamkeramiek (Ka III, ca. 2800 v. Chr - ca. 2000 v. Chr.)

C14-datering van kamkeramiek gevonden in de Karelische Landengte geven een periode van 5600 - 2300 v.Chr. aan.
Een bijzondere variant is de zogenaamde astbestkeramiek.

## Nederzettingen
De nederzettingen waren gelegen aan de zeekust of aan meeroevers. De economie was gebaseerd op jagen, vissen en het verzamelen van planten. In Finland was het een maritieme cultuur die zich meer en meer specialiseerde in de zeehondenjacht. Het hoofdgebouw was waarschijnlijk een soort tipi van ongeveer 30 vierkante meter, waar ongeveer 15 mensen konden wonen. Ook rechthoekige houten huizen kwamen in Finland vanaf 4000 v.Chr voor. De graven lagen in de nederzettingen. De doden werden met rode oker bedekt, met voorwerpen gemaakt van vuursteen en barnsteen als grafgiften.

## Gereedschap
De stenen werktuigen veranderden weinig in de tijd. Ze werden gemaakt van plaatselijke materialen als leisteen en kwarts. Vondsten wijzen op een vrij uitgebreid netwerk van ruilhandel: rode leisteen afkomstig uit het noorden van Scandinavië, asbest van het Saimaameer, groene leisteen van het Onegameer, barnsteen uit de zuidelijke kusten van de Oostzee en vuursteen uit de Waldajhoogte in het noordwesten van Rusland.

## Kunst
De cultuur werd gekenmerkt door kleine beeldjes van gebrande klei en dierenkoppen van steen, meest elanden en beren, afgeleid uit de mesolithische kunst. Ook rotstekeningen komen veel voor.

## Taal
Het wordt verondersteld dat de kamkeramiekmensen een pre-Oeraalse of vroege Oeraalse taal hebben gesproken. Toponiemen en hydroniemen duiden in sommige gebieden ook op een niet-Oeraalse, niet-Indo-Europese taal. 

## Genetica
Saag et al. (2017) analyseerden drie kamkeramiek-individuen die begraven waren in Kudruküla als behorend tot Y-haplogroep R1a5-YP1272 (R1a1b~), samen met drie mtDNA-monsters van U5b1d1, U4a en U2e1. 
Mittnik (2018) analyseerde twee kamkeramiek-individuen. De man droeg R1 (R1b-M343) en U4d2, terwijl de vrouw U5a1d2b droeg. Over het algemeen waren de kamkeramiek-individuen voornamelijk van oostelijke jagers-verzamelaars-afkomst, zelfs meer dan de mensen van de Narvacultuur. 
Lamnidis et al. (2018) vonden 15% afkomst van de westelijke jagers-verzamelaars, 65% oostelijke jagers-verzamelaars (hoger dan onder eerdere culturen in het oostelijke Baltische gebied), en 20% westelijke steppeherders-afkomst.